# 上海沪剧院
上海沪剧院是位於中華人民共和國上海市的一個滬劇演出團體，為国家级非物质文化遗产（沪剧）项目的责任保护单位，前身为1953年成立的上海市人民沪剧团，1982年9月28日，上海沪剧院正式成立，首任院长為丁是娥。2011年，上海沪剧院由解放报业集团劃歸上海戏曲艺术中心管理。截至2020年年初，上海沪剧院總部位於汾阳路150号住宅。